# Amietia johnstoni
Amietia johnstoni är en groddjursart som först beskrevs av Günther 1894.  Amietia johnstoni ingår i släktet Amietia och familjen Pyxicephalidae. IUCN kategoriserar arten globalt som starkt hotad. Inga underarter finns listade i Catalogue of Life.